# Класс (фильм, 2007)
«Класс» (эст. Klass) — драматический фильм эстонского режиссёра Ильмара Раага. Премьера в Эстонии состоялась 16 марта 2007 года в Кока-Кола-Плаза. В июне фильм был представлен на 42-м международном кинофестивале в Карловых Варах, получив два приза.
По словам самого режиссёра, сюжет фильма был навеян стрельбой в американской школе «Колумбайн» 20 апреля 1999 года, когда два подростка застрелили в своей школе 13 человек, а затем покончили с собой. Фильм разделён на семь частей — семь дней жизни главных героев в этой школе. Фильмы рекомендовали к просмотру эстонским школьникам, и если весь класс с учителем приходил на сеанс, им делали большую скидку.
В октябре 2008 года режиссёром было объявлено о решении снять продолжение картины в виде двенадцатисерийного телесериала под названием «Класс: Жизнь после» (эст. Klass — Elu pärast). Позднее количество серий было решено сократить до семи и 29 октября 2010 состоялась кинопремьера телесериала, а 6 ноября — премьера на эстонском телевидении. Серии демонстрировались по одной в неделю, показ закончился 25 декабря.

## Сюжет
Действие происходит с 19 по 26 октября 2006 года в одном из районов Таллина. В начале фильма звучит своеобразный эпиграф: «Что такое честь? Думаю, в нашем языке нет такого слова».
Сюжет начинается с игры в баскетбол на уроке физкультуры. Во время одного из пасов мяч попадает в руки к Йозепу — изгою в классе. Йозеп кидает мяч в кольцо, но промахивается, что вызывает агрессию у Андерса — главного задиры и хулигана из этого же класса.
После игры Йозеп подвергается многочисленным насмешкам и побоям со стороны Андерса и его друзей, но не отвечает на них. Затем Андерс с друзьями раздевают Йозепа догола, заталкивают его в женскую раздевалку и не дают ему выйти, удерживая дверь.
В надругательстве над Йозепом участвует и Каспар — один из друзей Андерса. Однако внезапно он замечает в женской раздевалке свою девушку Тею, которая отрицательно относится к жестоким действиям парней. Не желая ссориться с Теей, Каспар отталкивает остальных и освобождает Йозепа. Андерс недоволен этим и вечером того же дня на вечеринке у одной из одноклассниц он пытается в грубой форме поговорить с Каспаром. В итоге между молодыми людьми завязывается драка, а Каспар постепенно начинает переходить на сторону Йозепа.
На следующий день Каспар пересаживается за парту к Йозепу, поскольку его стул Андерс с друзьями измазали краской, а единственное свободное место было рядом с изгоем класса. Затем Пауль (хитрый парень, лучший ученик класса и один из приятелей Андерса) крадёт у Йозепа тетрадь, за что отправляется к директору. Пауль лжёт последнему, говоря, что над Йозепом издевается только Каспар. Урок сорван. Андерс заявляет, что из-за Йозепа пострадал весь класс и заставляет его каждый последующий день извиняться за это. Каспар пытается вступиться за Йозепа, но его усилия оказываются тщетными.
Оказавшись по одну сторону баррикад, Каспар и Йозеп начинают понемногу сближаться. Когда Андерс с друзьями в очередной раз решает поиздеваться над Йозепом, Каспар встаёт на его защиту, а после того, как приятели Андерса отбирают у Йозепа одну из его кроссовок и разрезают её ножом, Каспар отдаёт Йозепу свои ботинки для физкультуры, чтобы тот смог дойти до дома. Тея удивлена поведением Каспара, но юноша говорит ей, что для него это вопрос чести и он не намерен больше участвовать в издевательствах над Йозепом.
Вскоре жизнь молодых людей становится совсем невыносимой. Каспар ссорится с Теей. Побои и издевательства продолжаются каждый день (как правило, чаще всего жертвой становится Йозеп). В один из дней Йозеп говорит Каспару, что готов терпеть унижения до окончания школы (молодые люди учатся в выпускном классе), а затем планирует уехать получать высшее образование в Голландию.
Однажды Андерс после уроков вызывает Каспара во двор на разговор. В итоге другие участники травли силой тащат Йозепа во двор, а Каспара запирают в сарае, чтобы он смотрел на издевательства и не смог ничего сделать. Подростки по очереди бьют Йозепа. Последним это делает Андерс. Он наносит Йозепу удары ногами в живот, пока тот не падает с ног. Когда обидчики уходят, Йозеп выпускает Каспара. После этого просит своего товарища по несчастью больше не заступаться за него. Каспар отказывается.
Вскоре Андерс и его друзья решают отомстить Йозепу и Каспару, выставив их гомосексуалами. Они посвящают в свои коварные планы остальных одноклассников, большинство из которых одобряют эту идею. В итоге молодые люди обманом заманивают Йозепа и Каспара на пляж, где Андерс с друзьями, угрожая Каспару ножами, заставляют его делать минет Йозепу. Засняв всё происходящее на камеру, компания удаляется.
Понимая, что дело зашло слишком далеко, Каспар и Йозеп решают отомстить Андерсу и всем, кто был причастен к их издевательству, устроив массовый расстрел. Ночью Йозеп крадёт у своего отца-милитариста два пистолета и обрезанную винтовку. Утром у входа в школу он инструктирует Каспара, как стрелять, а затем парни направляются в школьную столовую, попутно попросив шокированного вахтёра позвонить в полицию.
У входа в столовую они встречают одну из одноклассниц, отрешённую неформалку Керли, но решают не трогать её, поскольку Керли не принимала участия в издевательствах. Дойдя до центра столовой, Йозеп и Каспар открывают огонь. Каспар пытается попасть в Андерса, но делает это с дальнего расстояния, хотя перед началом атаки Йозеп говорил ему, что с пистолета лучше стрелять с ближнего расстояния. Йозеп расстреливает своих обидчиков Тиита и Олава, а также подругу Теи Риину. Андерс и Тоомас (ещё один обидчик) бегают по столовой от Каспара, пытающегося попасть в них. В итоге Каспар случайно ранит девочку из 8-го класса. Йозеп стреляет Тоомасу в живот в упор. Андерс и Пауль пытаются обезвредить Йозепа, но Каспар убивает Пауля выстрелом в голову. Андерс пытается убежать из столовой, но парни обстреливают его из пистолетов и ранят его. Дав волю вспышке ярости, Йозеп стреляет в толпу и попадает в Тею. Каспар стреляет в Андреса ещё раз, но у него заклинивает пистолет. Йозеп подбегает и добивает Андерса, истратив оставшиеся патроны.
Когда все, кто мог, покидают столовую, Каспар приходит в себя и не даёт Йозепу добить раненую Тею. Тем временем, к школе прибывает полиция. Услышав звуки сирены, парни решают застрелиться. Они становятся друг напротив друга, подносят оружие каждый к своему виску и начинают считать до трёх. В итоге Йозеп стреляет себе в голову, а Каспар так и остаётся стоять с пистолетом у виска. На него смотрит едва живая Тея. За кадром звучит голос Каспара: «Я не умру вам назло».

## В ролях
Ученики:
- Валло Кирс — Каспар Кордес
- Пярт Уусберг — Йозеп Раак
- Лаури Педайя — Андерс Алликмяэ
- Паула Солвак — Тея Тоодес
- Микк Мяги — Пауль Мяги
- Риина Риес — Риина Паюметс
- Йонас Паас — Тоомас Синиярве
- Трийн Тенсо — Керли
- Вирго Эрнитс — Тиит Ваер
- Карл Сакритс — Олав Нееме
- Кади Метсла — Кати Касс
- Саара Кадак — Лиизи

Другие персонажи:
- Лайне Мяги — классная руководительница Лайне
- Маргус Прангель — Маргус Раак, отец Йозепа
- Тиина Ребане — Лиина Раак, мать Йозепа
- Лейла Сяялик — Лиидия, бабушка Каспара
- Кайе Михкельсон — директор Урве
- Мерле Яагер — учитель истории

## Создание
Фильм был снят за 14 дней, бюджет составил 100 тыс. евро. Режиссёр подбирал актёров на республиканском фестивале школьных театров, проходившем в городе Курессааре на острове Сааремаа. В роли случайно раненной Каспаром восьмиклассницы снялась подруга актёра Лаури Педайя, исполнившего роль Андерса.
Ильмар Рааг отмечал, что сцена на пляже не входила в первоначальный сценарий фильма и была дописана после обсуждения сценария с актёрами, которые согласились с тем, что публичное сексуальное насилие может быть поводом к последующей мести. В интервью изданию «Виру Проспект» Рааг также упоминает о подобном преступлении на пляже в Пярну.
Сцена расстрела снималась в столовой Ласнамяэской русской гимназии.
Автором песни, звучащей в финале, является исполнитель роли Йозепа — Пярт Уусберг.

## Вырезанные сцены
Одна из вырезанных сцен происходила сразу после ситуации на пляже. Начинается дождь, но Каспар по-прежнему стоит на песке на коленях. Йозеп дотрагивается до плеча Каспара, но тот грубо отталкивает одноклассника. Тогда Йозеп начинает бить Каспара ногами с криком: «Я не просил тебя защищать меня от Андерса! Я сам мог со всем справиться!», после чего собирается уходить. Каспар спрашивает у Йозепа, куда он идёт. Тот отвечает: «Я собираюсь застрелить их». Каспар спрашивает, где он достанет оружие. Йозеп отвечает, что оно есть у его отца. Каспар говорит: «Ты сядешь в тюрьму». Йозеп отвечает: «Поэтому я собираюсь покончить с собой». Сцена завершается вопросом Каспара о том, какое именно решение принял Йозеп.
Вероятнее всего эпизод не вошёл в фильм из-за того, что заранее раскрывал некоторые детали финала, который при наличии этой сцены становился не таким неожиданным. Тем не менее кадры из этого эпизода присутствуют в 7 серии телесериала «Класс: Жизнь после» (2010) в сцене, где Каспар рассказывает о произошедшем своему адвокату.

## Награды
Картина была выдвинута от Эстонии на премию «Оскар» в категории «лучший зарубежный фильм».
- 2007 — два приза Варшавского кинофестиваля: приз FIPRESCI и специальная награда жюри Warsaw Competition (Ильмар Рааг)
- 2007 — два приза кинофестиваля в Карловых Варах: специальное упоминание East of West Award и Label Europa Cinemas (Ильмар Рааг)